# Tunnel ferroviaire du col de Tende
Le tunnel ferroviaire du col de Tende est un tunnel entre la France et l'Italie.

## Description
Long de 8,099  km, il a été creusé entre 1889 et 1898, dates auxquelles il fait partie des huit plus longs tunnels du monde et constitue le tunnel le plus long d'Italie. Il permet la jonction entre la France et l'Italie par la ligne de Coni à Vintimille. D'un diamètre d'environ 8 mètres, il a été conçu pour la double voie notamment pour faciliter son aération au temps de la traction à vapeur, mais reste doté d'origine d'une voie unique.
A proximité se trouve le tunnel routier du col de Tende long de 3 182 m qui est en cours de doublement par un second tube à livrer en 2025.

## Histoire

### Destruction de guerre et reconstruction
Entre le 15 et le 26 avril 1945, les troupes allemandes qui se retiraient de la vallée de la Roya vers le nord détruisirent systématiquement tunnels et viaducs, laissant la dévastation derrière eux. Les deux tunnels du col de Tende, le tunnel ferroviaire et le tunnel routier, n'ont pas été épargnés, mais le premier en est sorti moins abîmé : en effet, les deux entrées ont explosé mais heureusement les quelque deux cents obus d'artillerie empilés à l'intérieur n'ont pas explosé. L'explosion a également fendu la canalisation d'eau de source, qui envahit alors une partie du tunnel, causant des problèmes similaires à ceux rencontrés par l'entreprise Vaccari en 1894 lors de la construction.
Le tunnel ferroviaire est réparé et le 30 novembre 1945, il est ouvert aux voitures et camions qui, en attendant la restauration du tunnel routier, achevé seulement fin juillet 1946, sont contraints de passer avec deux roues sur les traverses. Cependant, les trains n'auraient pas pu y circuler, car ils ont été contraints de s'arrêter à la gare de Vernante en raison de la destruction du viaduc de Rivoira . Dès la reconstruction de ce dernier achevée, la voie réparée et la ligne de contact[Quoi ?] réinstallée à l'intérieur du tunnel, les trains rejoignent la gare de Viévola le 22 décembre 1946.